# Mageó
Mageó (łac. Dioecesis Mugensis, ang. Diocese of Mayo) – stolica historycznej diecezji w Irlandii, erygowanej ok. 650, a zlikwidowanej w roku 1631. Współcześnie miejscowość Mayo w prowincji Connacht. Obecnie katolickie biskupstwo tytularne.

## Biskupi tytularni
| Lp. | Biskup                  | Funkcja                                        | Od                  | Do                |
| --- | ----------------------- | ---------------------------------------------- | ------------------- | ----------------- |
| 1   | James Moynagh           | emerytowany biskup Calabar (Nigeria)           | 5 lutego 1970       | 11 grudnia 1970   |
| 2   | Robert Healy            | biskup pomocniczy Perth (Australia)            | 2 października 1975 | 18 listopada 2002 |
| 3   | Thomas Anthony Williams | biskup pomocniczy Liverpoolu (Wielka Brytania) | 15 kwietnia 2003    |                   |